# León Focas el Joven
León Focas (en griego: Λέων Φωκᾶς, c. 915/920-después del 971) fue un destacado general bizantino que obtuvo algunas victorias en la frontera oriental del imperio a mediados del siglo X junto a su hermano mayor, el emperador Nicéforo II. Fue el primer ministro de su hermano, pero su sucesor, Juan I Tzimisces, lo destituyó y encarceló. 

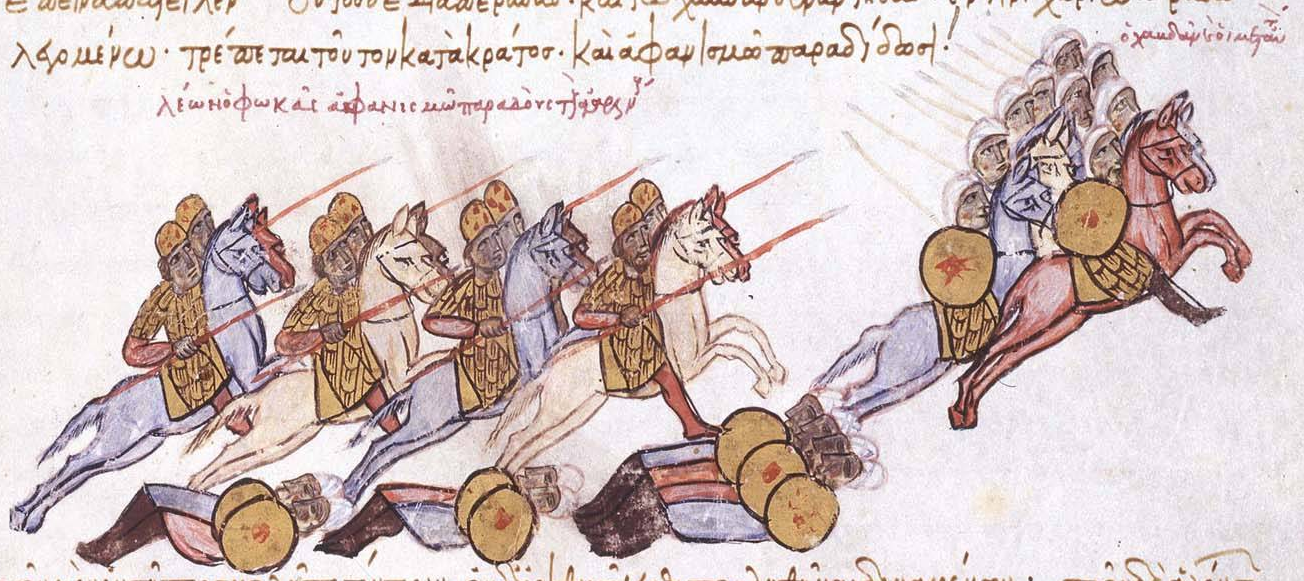
Representación de la victoria de León en Andraso, del Skylitzes Matritensis

León era el benjamín de Bardas Focas el Viejo, destacado general que mandó durante largo tiempo los ejércitos orientales en tiempos de Constantino VII; su madre, cuyo nombre se ignora, pertenecía al clan Maleno. Se le confirió el cargo de strategos del thema de Capadocia en el 945, y aproximadamente diez años más tarde, el mismo puesto en el prestigioso Thema Anatólico. Romano II le hizo doméstico de las escolas del oeste, es decir, jefe de los ejércitos occidentales, en los Balcanes, y lo ascendió al grado de magistros. Cuando a su hermano mayor Nicéforo se le encargó la conquista del Emirato de Creta en el 960, León lo sustituyó como doméstico del este, cargo de nueva creación. En calidad de tal infligió una grave derrota en la batalla de Andrassos al viejo enemigo del imperio, el emir de Alepo Saif al-Daula, cuyo ejército había invadido el Asia Menor bizantina, penetrado profundamente en el territorio imperial, y se retiraba cargado de botín y prisioneros. León le tendió una celada en un desfiladero rocoso y aniquiló la mayor parte del ejército enemigo; Saif al-Daula se salvó a duras penas. Debido a sus victorias en la frontera bizantino-árabe, se cree que pudo ser el autor del tratado De velitatione bellica (Sobre la guerra de escaramuzas).
Cuando Nicéforo ascendió al trono en el 963, nombró a León curopalate  y logothetes tou dromou; fue el ministro principal de su hermano hasta que Tzimisces lo derrocó y asesinó en el 969. En el 970, León se rebeló contra este; la sublevación fracasó y León fue desterrado a Lesbos. Tras una nueva intentona fallida contra el emperador en el 971, lo trasladaron a la isla de Prote y lo cegaron. Se ignora cuándo murió.
Fue el padre de Bardas Focas y de Sofía Focaina, mujer de Constantino Esclero y madre de la esposa de Otón II, Teófano Skleraina.